# Динамо-Юниорс
Динамо-Юниорс (лат. HC «Dinamo Juniors») — хоккейная команда из города Рига, Латвия. Как команда МХЛ основана в 2011 году. С 2011 по 2013 года выступала во втором дивизионе МХЛ. Партнёрская команда рижского «Динамо».

## История
В 2009 году произошло объединение команд «Юниорс» и «Рига 2000». Объединённый клуб под названием «Динамо-Юниорс» участвовал в первенстве Белорусской экстралиги.
С 2011 по 2013 года клуб выступал во втором дивизионе МХЛ. По итогам регулярного чемпионата команда заняла в дивизионе «Запад» пятое место, а среди всех команд двенадцатое. В первом раунде плей-офф соперником стала вильнюсская «Балтика». Со счётом в серии 3:1 команда прошла в четвертьфинал, где её соперником стал «Батыр» из Нефтекамска. Со счётом 0:3 в серии ХК «Юниорс» прекратил своё выступление в плей-офф.
Руководящий совет рижского «Динамо» принял решение, что с сезона 2013/14 клуб будет выступать в Латвийской хоккейной лиге. В 2014 году клуб прекратил существование.

## Руководство и тренерский штаб
- Председатель правления: Калвитис Айгарс
- Главный тренер: Айгарс Ципрусс
- Старший тренер: Разгалс Айгарс

## Статистика и достижения
| Регулярный чемпионат | Регулярный чемпионат | Регулярный чемпионат | Регулярный чемпионат | Регулярный чемпионат | Регулярный чемпионат | Регулярный чемпионат | Регулярный чемпионат | Регулярный чемпионат | Регулярный чемпионат | Регулярный чемпионат | Регулярный чемпионат | Плей-офф | Плей-офф | Плей-офф | Плей-офф | Плей-офф | Плей-офф | Плей-офф | Плей-офф | Плей-офф | Плей-офф | Плей-офф |
| Сезон                | И                    | В                    | ВО                   | ВБ                   | П                    | ПО                   | ПБ                   | ГЗ                   | ГП                   | О                    | Штр                  | И        | В        | ВО       | ВБ       | П        | ПО       | ПБ       | ГЗ       | ГП       | Штр      |          |
| Первенство МХЛ       |                      |                      |                      |                      |                      |                      |                      |                      |                      |                      |                      |          |          |          |          |          |          |          |          |          |          |          |
| 2011-2012            | 36                   | 11                   | 1                    | 3                    | 18                   | 0                    | 3                    | 103                  | 133                  | 44                   | 541                  | 7        | 3        | 0        | 0        | 3        | 1        | 0        | 22       | 30       | 78       |          |

## Участники Кубка Поколения
| Игрок        | Год  |
| ------------ | ---- |
| Рустам Бегов | 2012 |

## Стадион
- Название — Ledus halle Inbox.Iv Pinki
- Вместимость — 2000 мест
- Размер — 60х25
- Телефон-+3 (71) 671 47 000